# Allativus
Az allativus (ejtsd allatívusz) (latin allatum, ami az afferre ’idehozni’ ige  participiuma) vagy másként directivus nyelvtani eset, amely egy adott helyhez vagy személyhez való mozgás irányát fejezi ki. Kiegészítő szerepet kap az ablativus mellett, kettejük közt áll az adessivus.
Sok nyelvben előfordul, például a finnugor nyelvekben, vö.:
- finn kirkko ’templom’ → kirkolle ’templomhoz/-ba’
- finn tyttö ’leány’ → tytölle ’lányhoz’
- észt tee ’utca’ → teele ’utcához/-ba’
- észt isa ’apa’ → isale ’apához’
- magyar ház → házhoz
- magyar elnök → elnökhöz

A litván nyelvben az allatívusz egyike a négy másodlagos (azaz utólag, feltehetően finnugor befolyás révén előálló) helyhatározó esetnek, például miškop(i) ’erdőhöz/-be’, jūrosp(i) ’tengerhez/-be’. A mai nyelvben mégis a múlt maradványaként él, a megfelelő formák határozóknak számítanak: például vakarop ’este [mint határozó]’, nuteisti myriop ’halálra ítél’.
A német nyelvben és hasonlóan a legtöbb indoeurópai nyelvben a funkciót elöljárós szerkezetek hordozzák:
- Ich gehe in die Schule. ’Megyek az iskolába.’

A héber nyelvben a proto-sémi tárgyesetből tényszerűen allatívusz lett.

## Fordítás
- Ez a szócikk részben vagy egészben  az   Allativ című német Wikipédia-szócikk fordításán alapul.  Az eredeti cikk szerkesztőit annak laptörténete sorolja fel. Ez a jelzés csupán a megfogalmazás eredetét és a szerzői jogokat jelzi, nem szolgál a cikkben szereplő információk forrásmegjelöléseként.